# Честър Бъргър
Честър Бъргър (на английски: Chester Burger) е американски специалист по връзки с обществеността, пионер в тази област, както и в сферата на мениджмънта, фотографията и комуникациите.

## Биография
Започва кариерата си в корпорацията CBS през 1941 г. , където работи първоначално в радиото, в телевизията от 1946 до 1948 година, като редактор на новините от 1948 до 1952 г. и до напускането си през 1954 година – като национален мениджър на телевизионните новини.
През 1964 година основава смятаната за първа американска компания за консултиране в сферата на управлението на комуникациите, наречена „Chester Burger Company“. Тя просъществува цели 24 години като едни от големите ѝ клиенти са: „Комюникейшънс сатълайт корпорейшън“, „Оксидентал петролиум корпорейшън“, „Сиърс Роубък“, „Тексас инструментс“, "Минесота майнинг енд манифектчъринг, „Бел Канада“ и „Американското общество срещу рака“.
През 1988 г. Честър Бъргър се оттегля от компанията и става съветник във фирмата-приемник James E. Arnold Consultants, Inc. След това той е награден с почетния „медал за отличителни заслуги към САЩ“.
Честър Бъргър получава още множество награди, най-ценните от които са: наградата за отличителни заслуги към постиженията на Американската държавна дипломация; Златната наковалня – най-високата награда, която се дава от Американското общество по ПР; Академията на консултантите го определя за „Консултант на консултантите“ и свой почетен пожизнен член.

## Книги
Честър Бъргър е автор на книгите:
- „Survival in the Executive Jungle“ (Оцеляване в изпълнителната джунгла)
- „Executives Under Fire“ (Изпълнителни директори под обстрел)
- „Executive Etiquette“ (Изпълнителен етикет)
- „Walking the Executive Plank“ (още издадена като „Creative Firing“, Творческото уволнение)
- „The Chief Executive“